# Organiste à nuque bleue
Chlorophonia cyanea
Espèce
Statut de conservation UICN

 LC  : Préoccupation mineure
L'Organiste à nuque bleue (Chlorophonia cyanea) est une espèce d'oiseau de la famille des Fringillidae.

## Liste des taxons de rang inférieur
Selon la classification de référence du Congrès ornithologique international (15.1, 2025) il se répartit en sept sous-espèces :
- C. c. psittacina Bangs, 1902 — sierra Nevada de Santa Marta ;
- C. c. frontalis (P.L. Sclater, 1851) — cordillère de la Costa (Venezuela) ;
- C. c. minuscula  Hellmayr, 1922 — cordillère de la Costa (est) ;
- C. c. roraimae  Salvin & Godman, 1884 — tépuis ;
- C. c. intensa J.T. Zimmer, 1943 — Andes colombiennes ;
- C. c. longipennis (Du Bus de Gisignies, 1855) — Andes boréales ;
- C. c. cyanea (Thunberg, 1822) — forêt atlantique.

## Systématique
Le nom scientifique complet (avec auteur) de ce taxon est Chlorophonia cyanea (Thunberg, 1822).
Ce taxon porte en français le nom vernaculaire ou normalisé suivant : Organiste à nuque bleue.